# ألان لورانس (لاعب كريكت)
ألان لورانس (6 فبراير 1951 - ) (بالإنجليزية: Allan Lawrence)‏ هو لاعب كريكت بريطاني.